# أبيل جون إيفانز
أبيل جون إيفانز (بالإنجليزية: Abel John Evans)‏ هو سياسي أمريكي، ولد في 20 ديسمبر 1852 في الولايات المتحدة، وتوفي في 8 ديسمبر 1939. حزبياً، نشط في الحزب الديمقراطي.